# Compton Valley
Das Compton Valley ist ein vereistes Tal im westantarktischen Marie-Byrd-Land. Es liegt in den Thiel Mountains in die Nordflanke des Ford-Massivs zwischen dem Gebirgskamm Reed Ridge und dem Walker Spur.
Erkundet wurde das Tal zwischen 1960 und 1961 von einer Mannschaft des United States Geological Survey. Das Advisory Committee on Antarctic Names benannte es 1962 nach Leutnant Romuald P. Compton von der United States Navy, der am 9. November 1961 beim Absturz einer Lockheed P2V Neptune unweit der Wilkes-Station ums Leben gekommen war.